# Bärenkopf (Karwendel)
Der Bärenkopf ist ein 1991 m ü. A. hoher Berg in der Rauer-Knöll-Verzweigung im südöstlichen Karwendel südlich von Pertisau am Achensee in Tirol.
Bergwanderer erreichen den Gipfel in einer dreistündigen Bergwanderung von Pertisau aus, wenige Meter westlich unterhalb des Gipfelplateaus sind eine Felsstufe sowie ein weiterer Wegabschnitt mit Seilen versichert.